# 黄维义
黄维义（1951年7月—），女，汉族，广西南宁人，中华人民共和国政治人物，曾任广西大学副校长，第九至十一届全国政协委员。

## 生平
毕业于黑龙江八一农垦大学牧医系，1990年获法国蒙彼利埃大学生物学博士学位，毕业后于法国农业科学院攻读博士后，1993年3月回到广西农业大学（今广西大学）任教，历任致公党中央委员、广西壮族自治区委副主委、广西大学副校长等职。2008年，当选第十一届全国政协委员，代表教育界，分入第四十组。